# کنپا (استان اوپوله)
کنپا (به لهستانی:  Kępa) یک روستا در لهستان است که در گمینا ووبنگانه واقع شده‌است.